# Partido Socialista Unificado da Alemanha
O Partido Socialista Unificado da Alemanha (em alemão Sozialistische Einheitspartei Deutschlands, SED) foi um partido político alemão, de orientação comunista, que governou o Estado comunista da República Democrática Alemã desde sua fundação, em 7 de outubro de 1949, até às eleições de 18 de março de 1990.

## História
O SED foi fundado em abril de 1946, após as forças soviéticas que ocupavam a Alemanha obrigarem a unificação do Partido Comunista da Alemanha (KPD) com o Partido Social-Democrata da Alemanha (SPD), apesar de tal unificação ter tido apenas efeito na zona de ocupação soviética.
Com a criação da República Democrática Alemã, o SED viria-se a tornar o partido de governo, modelando-se em linha coma URSS, tornando a RDA num satélite soviético. O SED era, definido pela constituição da RDA, como a vanguarda do sistema política alemão-oriental, com uma linha claramente comunista, marxista-leninista e estalinista.
Embora o domínio absoluto do SED no poder da RDA, oficialmente, a Alemanha de Leste era um Estado multi-partidário. Todos os outros partidos permitidos (União Democrata-Cristã, Partido Liberal Democrático, Partido Nacional Democrático e o Partido Democrático dos Agricultores) se submetiam ao poder do SED, sendo, de facto, partidos satélites dos comunistas, que estavam coligados na Frente Nacional.
Com o aparecimento de Mikhail Gorbachev na URSS, e as suas políticas de liberalização (Perestroika e Glasnost) e, a rejeição destas políticas pelo SED, foi uma questão de tempo para a queda da RDA, que aconteceria no final de 1989.
Com a queda do Estado, o SED, num congresso especial em Dezembro de 1989, abandonou a sua linha comunista e marxista-leninista e, adotou um novo nome, Partido do Socialismo Democrático, mas, tais mudanças não impediram uma perda de 95% dos militantes que o SED detinha antes da queda do Estado comunista da RDA.
A partir de então, o SED se converteu no Partido do Socialismo Democrático da Alemanha (PDS), depois chamado Partido da Esquerda, que continua sendo uma força política relevante na Alemanha hoje, especialmente no leste.

## Resultados eleitorais

### Eleições legislativas
| Data | Votos      | %         | Deputados | +/- | Status  | Coligação       |
| ---- | ---------- | --------- | --------- | --- | ------- | --------------- |
| 1950 | 12 088 745 | 99,6 (#1) | 110 / 466 |     | Governo | Frente Nacional |
| 1954 | 11 828 877 | 99,5 (#1) | 117 / 466 | 7   | Governo | Frente Nacional |
| 1958 | 11 533 859 | 99,9 (#1) | 117 / 466 | =   | Governo | Frente Nacional |
| 1963 | 11 533 859 | 100 (#1)  | 110 / 434 | 7   | Governo | Frente Nacional |
| 1967 | 11 197 265 | 99,9 (#1) | 110 / 434 | =   | Governo | Frente Nacional |
| 1971 | 11 207 388 | 99,5 (#1) | 110 / 434 | =   | Governo | Frente Nacional |
| 1976 | 11 245 023 | 99,9 (#1) | 110 / 434 | =   | Governo | Frente Nacional |
| 1981 | 12 235 515 | 99,9 (#1) | 127 / 500 | 17  | Governo | Frente Nacional |
| 1986 | 12 392 094 | 99,9 (#1) | 127 / 500 | =   | Governo | Frente Nacional |